# Fressgitter

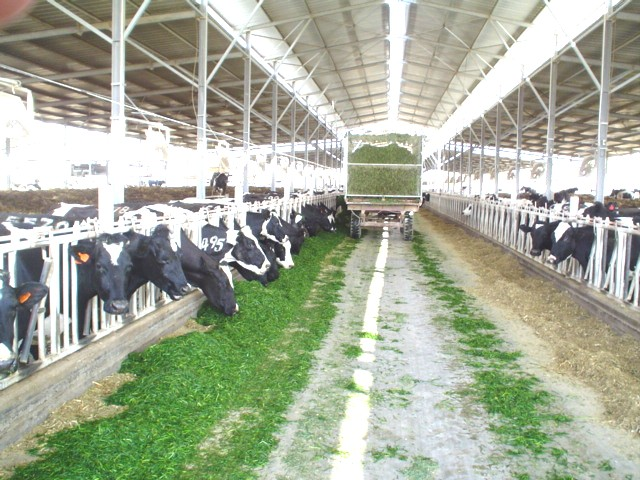
Fressgitter und Futtertisch

Fressgitter sind Fang- und Fressplatzvorrichtungen in der Viehhaltung. Sie werden vor allem in Rinderställen verwendet.
Die Fressgitter bestehen aus massiv gebauten Stahlgestellen, die in Laufställen installiert werden. Hier bilden sie eine Abtrennung zwischen dem Laufbereich der Rinder und dem Futtertisch, wo das Futter abgelegt wird. Indem die Rinder den Kopf durch das Gitter stecken, gelangen sie an das Futter. 
Viele Gitter sind auch mit einer Verriegelung ausgestattet, die es erlaubt, das Vieh dort zu fangen. Diese werden dann auch Selbstfanggitter genannt. Durch diese Fixierung wird ein ruhigerer Umgang mit dem Tier möglich, da es nicht erst im Stall eingefangen werden muss und somit unter weniger Stress leidet. Die Fixierung wird angewendet, wenn das Rind behandelt werden muss, zum Beispiel bei einer künstlichen Besamung oder einer Krankheit.
Eine weitere Variante des Fressgitters ist das Nackenrohr. Hier besteht die Abtrennung lediglich aus einem Rohr, welches in Nackenhöhe der Rinder angebracht ist. Dies hat den Vorteil, dass das Fressverhalten des Rindes natürlicher ist, da es sich frei bewegen kann und somit gerne am Futtertisch steht und frisst. Der Nachteil hierbei ist, dass man das Rind nicht im Fressgitter fixieren kann und dass das Tier rangniedere Tiere leichter vom Futter abdrängen kann.